# Tuđin
Tuđin (em cirílico: Туђин) é uma vila da Sérvia localizada no município de Osečina, pertencente ao distrito de Kolubara. A sua população era de 171 habitantes segundo o censo de 2011.

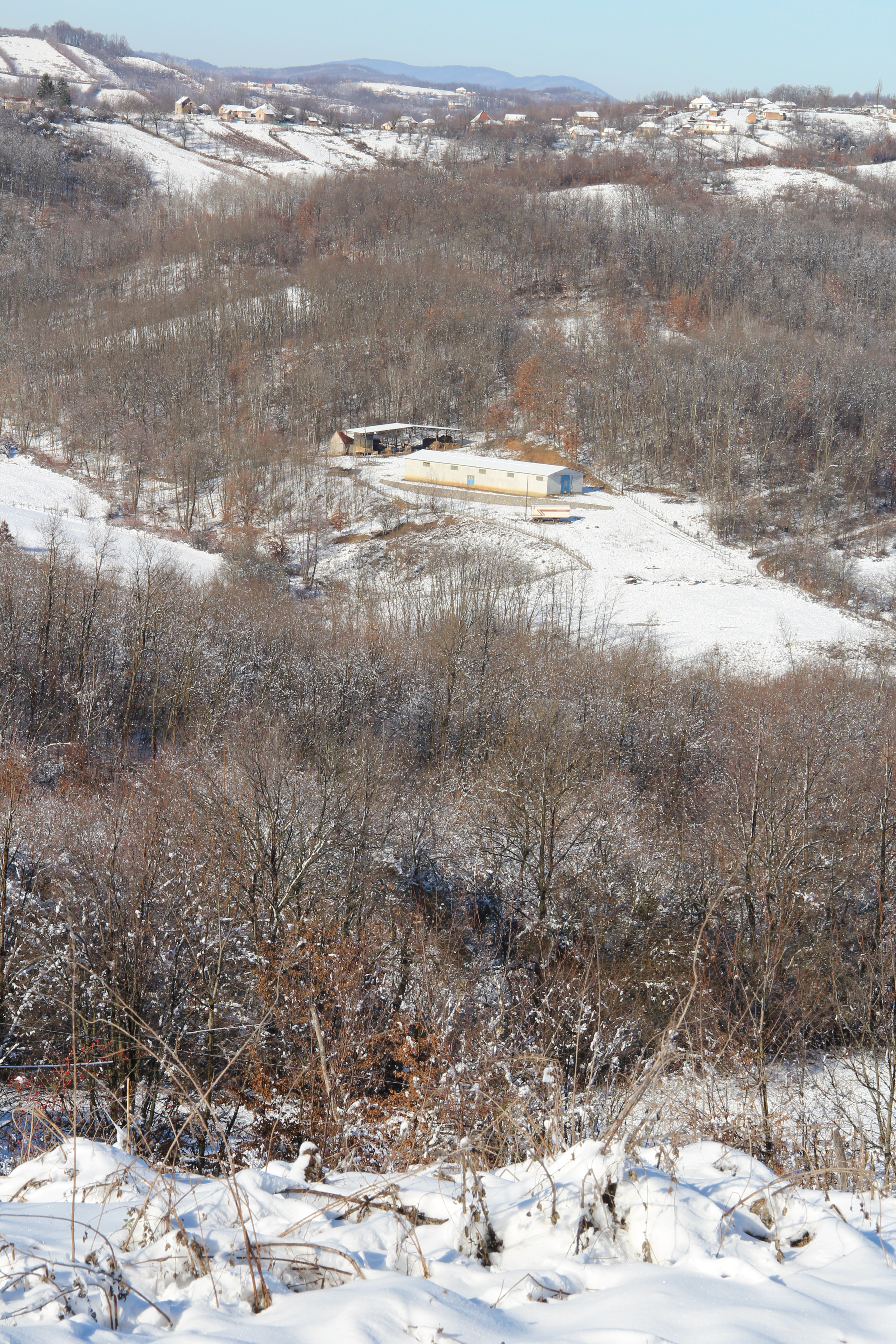
Tudjin - panorama
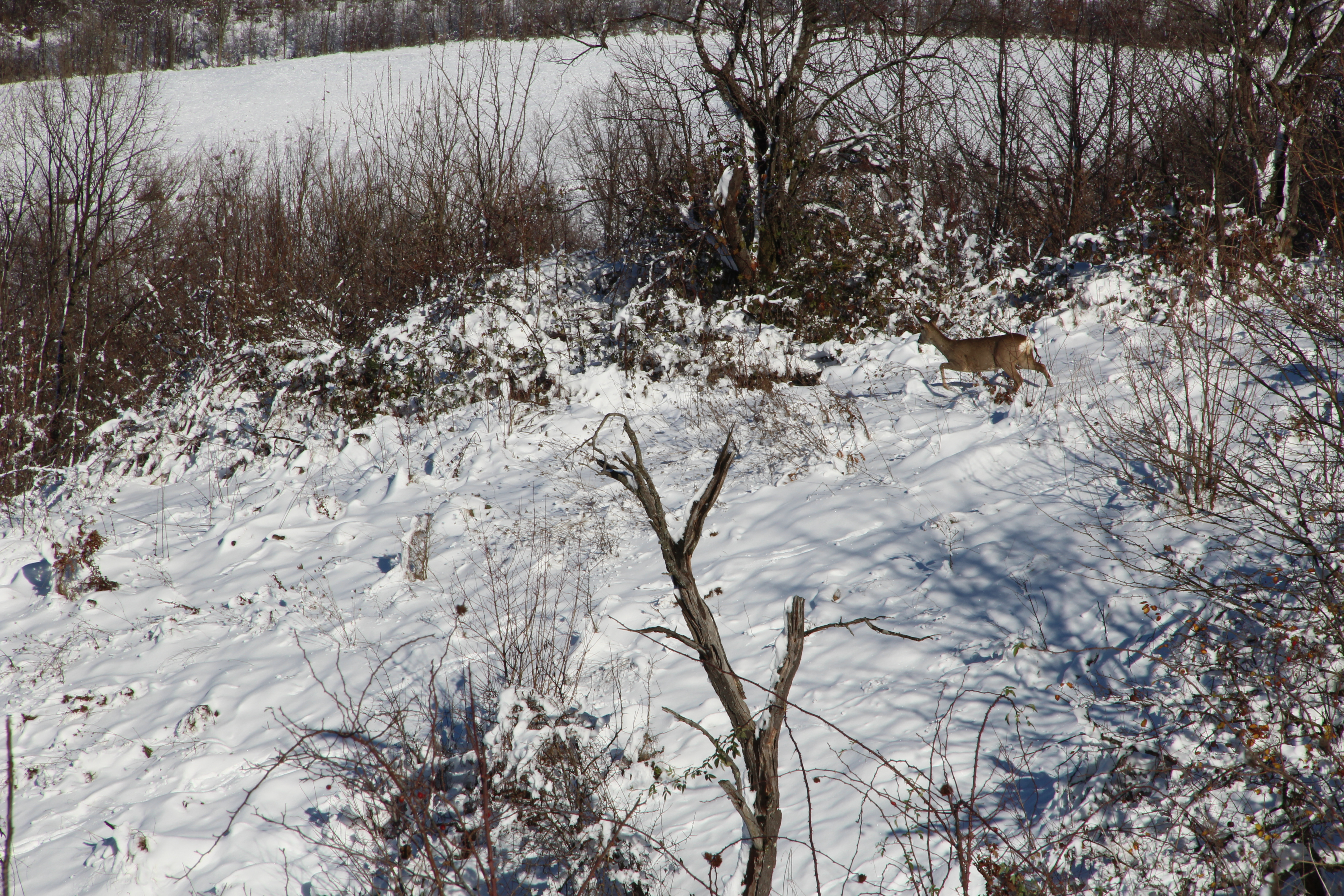
Tudjin - panorama
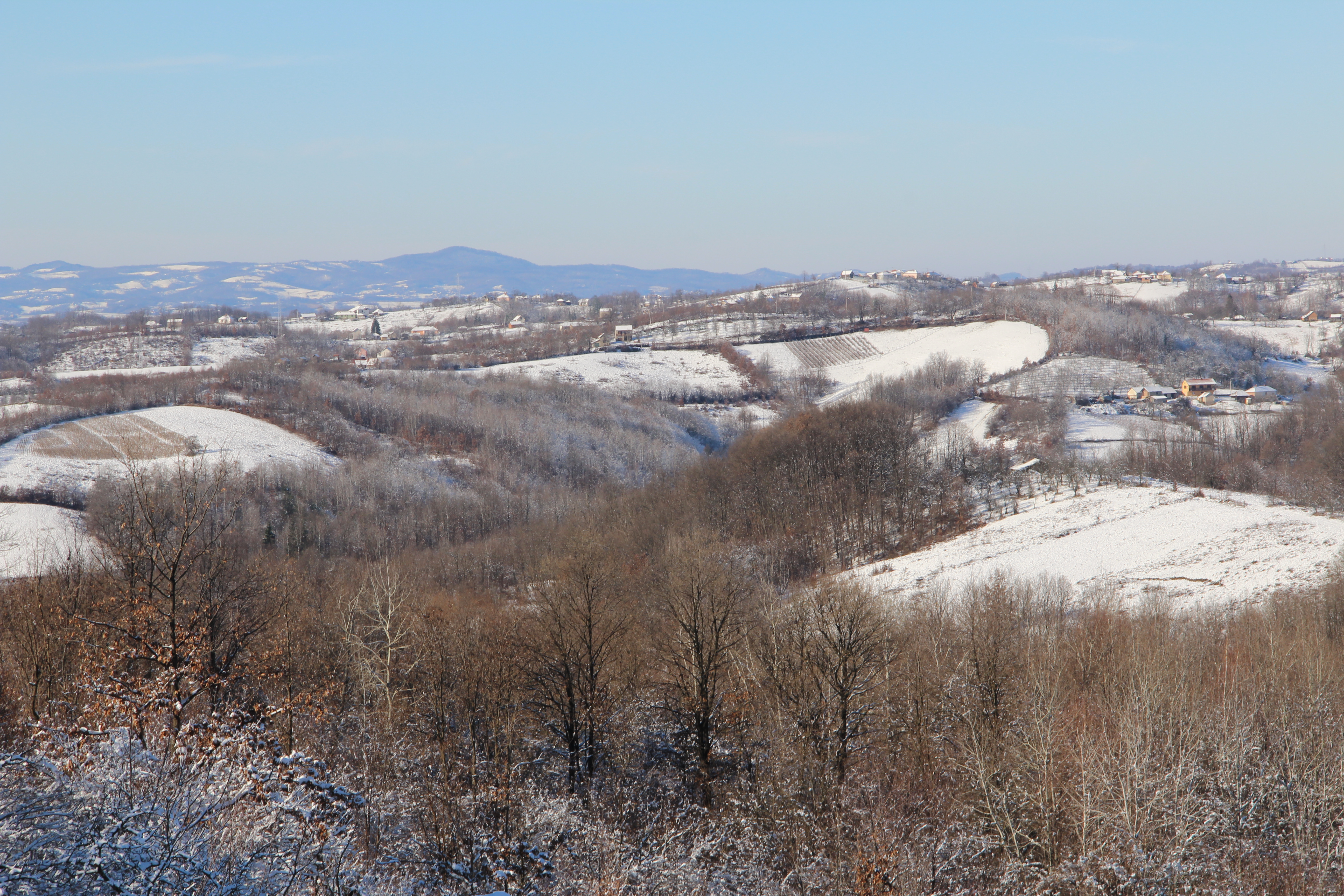
Tudjin - panorama
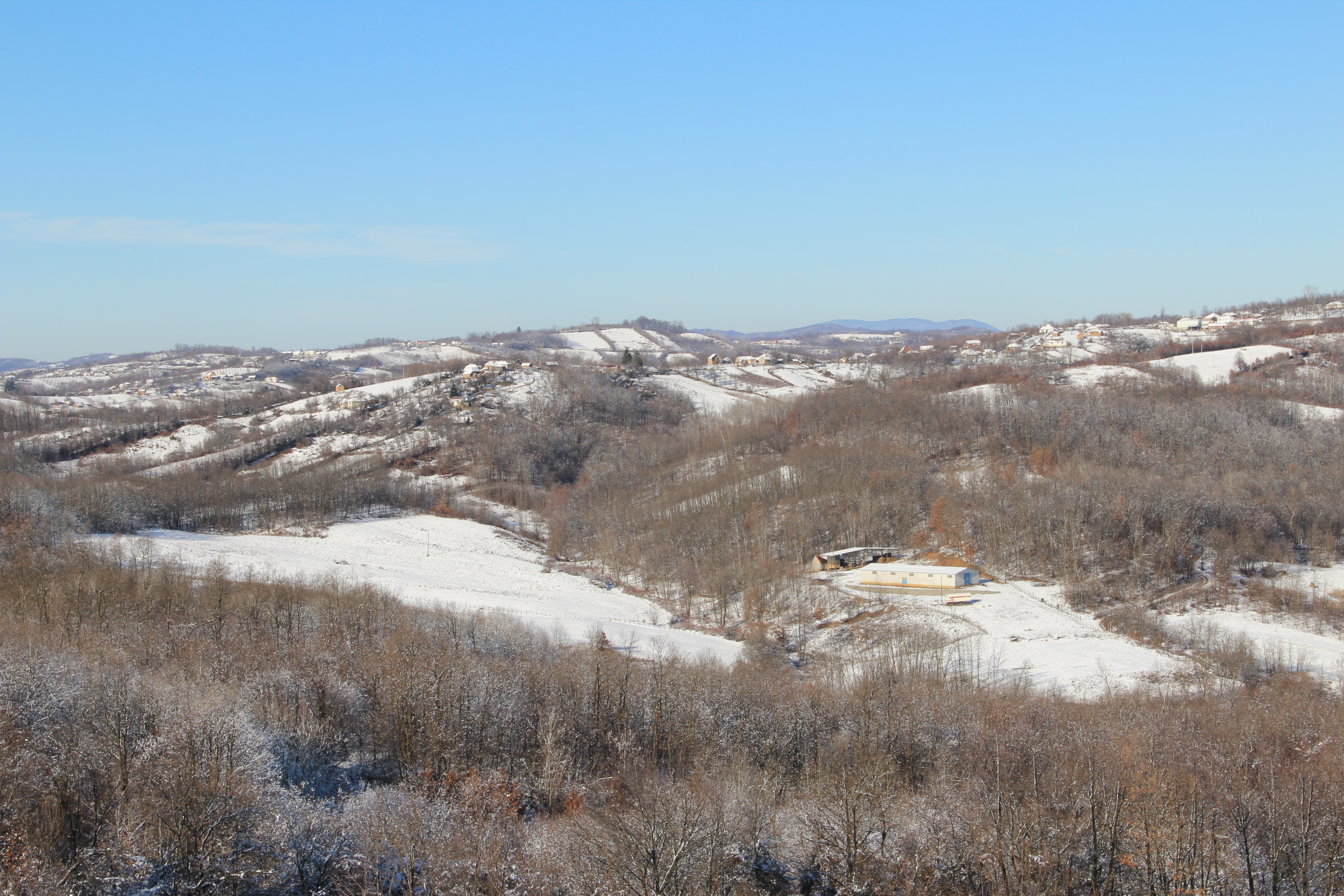
Tudjin - panorama
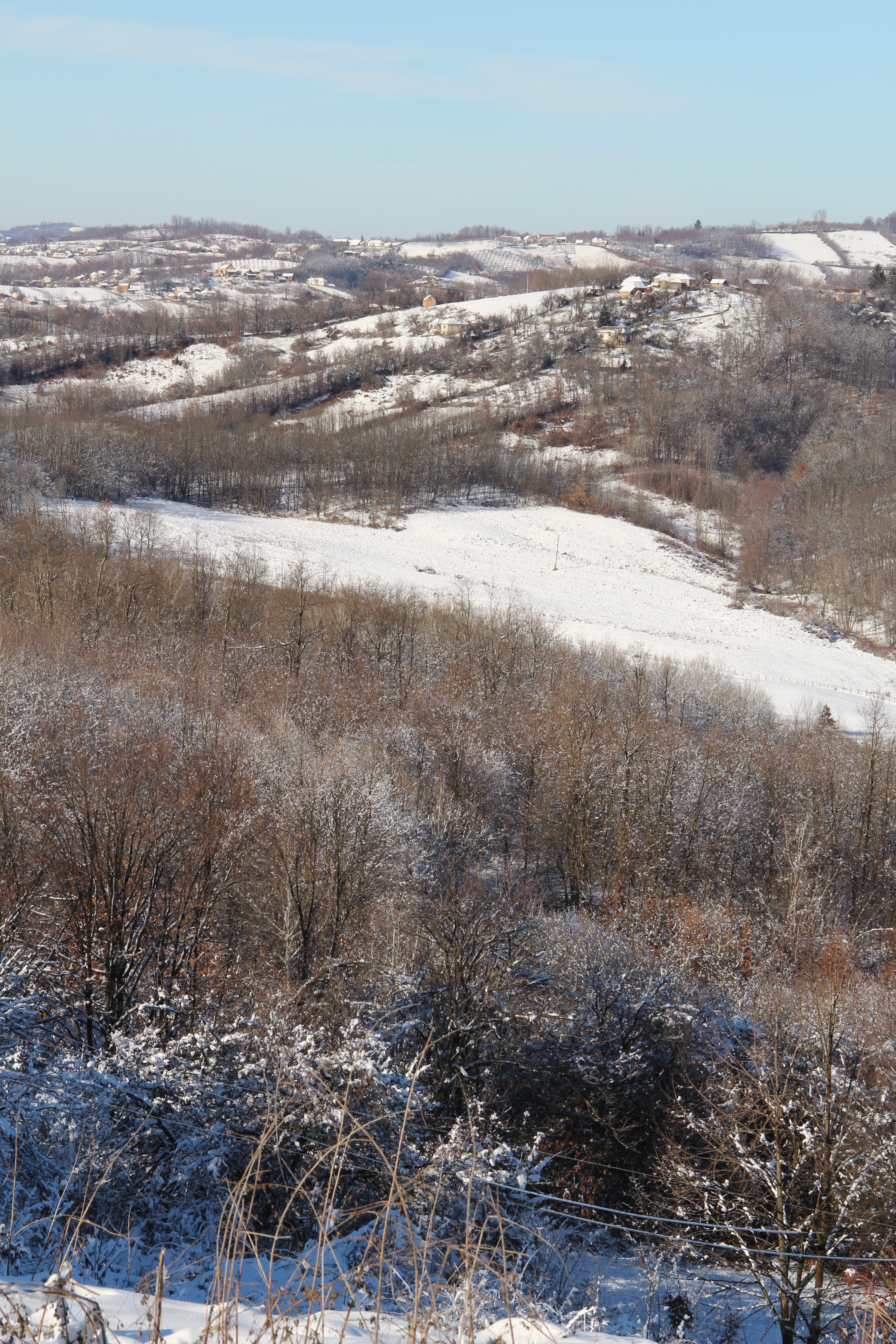
Tudjin - panorama
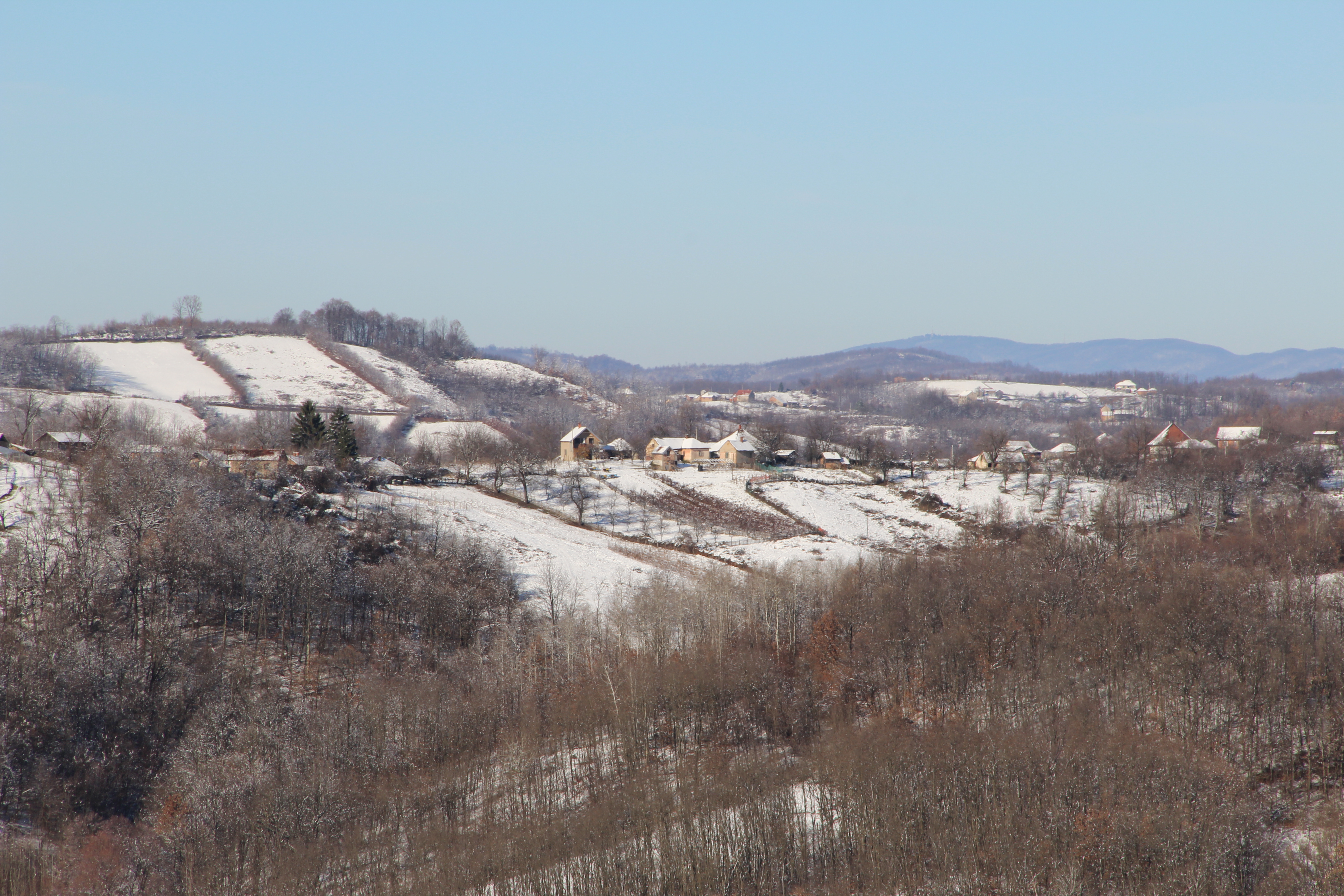
Tudjin - panorama
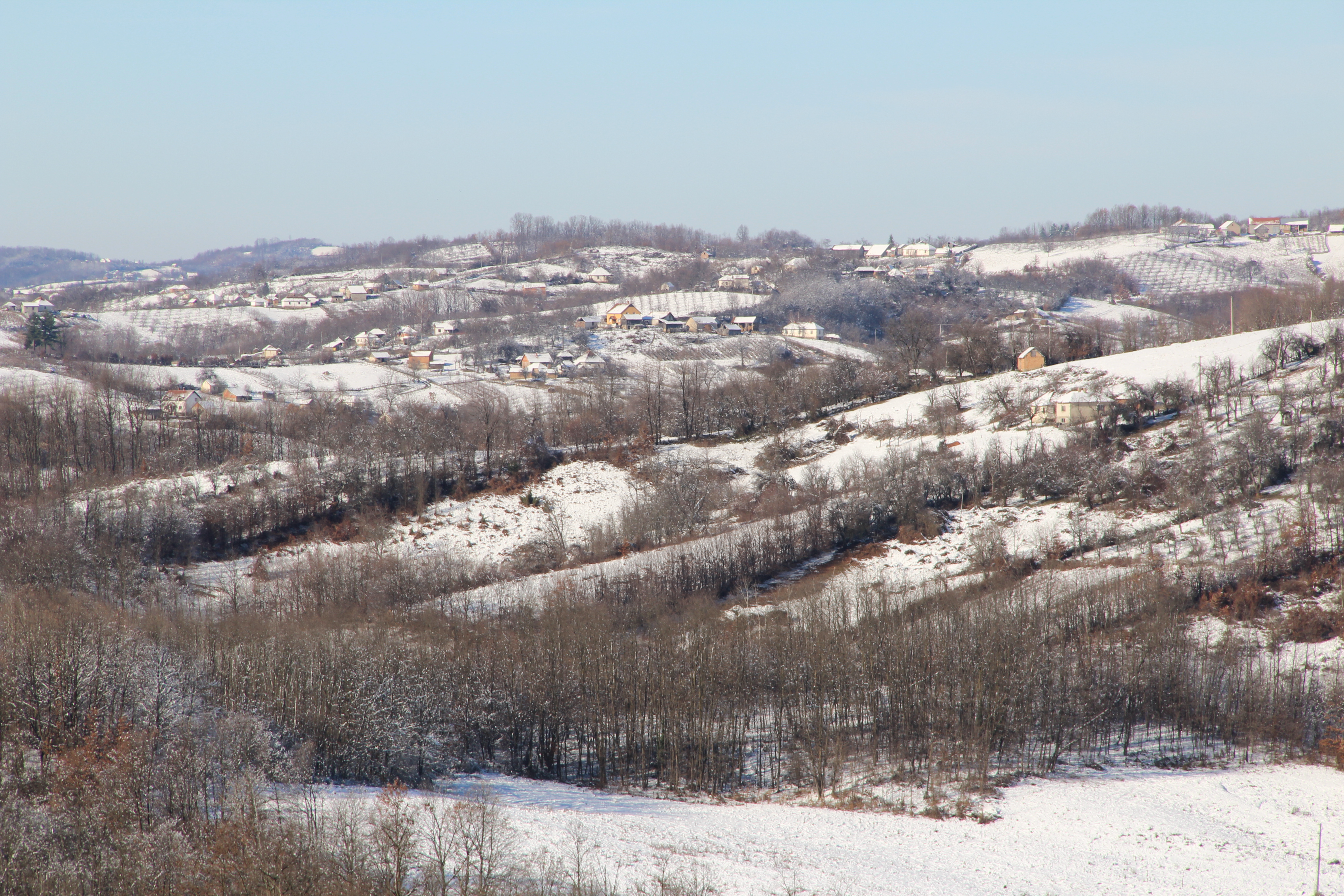
Tudjin - panorama

## Demografia
| 1948 | 1953 | 1961 | 1971 | 1981 | 1991 | 2002 | 2011 |
| ---- | ---- | ---- | ---- | ---- | ---- | ---- | ---- |
| 608  | 553  | 537  | 461  | 389  | 290  | 226  | 171  |